# Rosiczka pośrednia

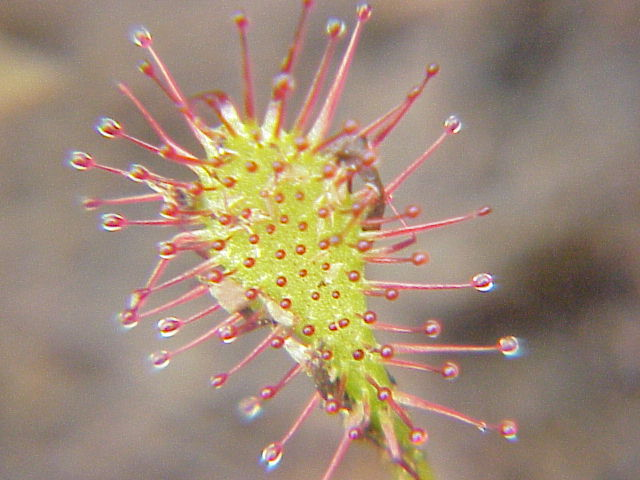
Owadożerny liść z gruczołami

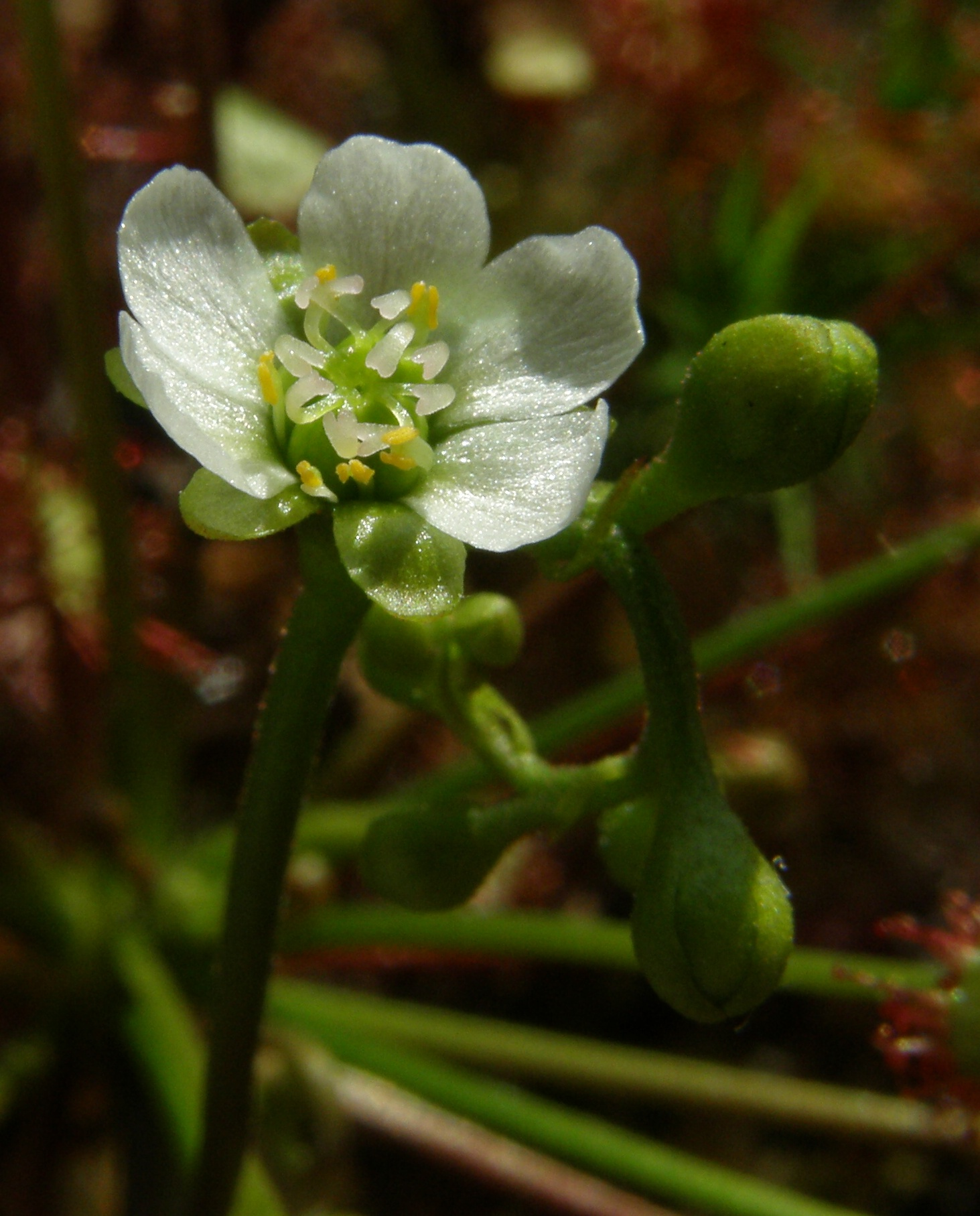
Kwiat

Rosiczka pośrednia (Drosera intermedia) – gatunek rośliny należący do rodziny rosiczkowatych. Występuje w Europie, Ameryce Północnej, Środkowej oraz w północnej części Ameryki Południowej. W Polsce występuje głównie na niżu. Roślina bardzo rzadka (najrzadsza wśród wszystkich krajowych rosiczek), występuje tylko na rozproszonych stanowiskach. Nazwa rosiczka pochodzi stąd, że na gruczołach jej liści często zbierają się duże, lśniące krople cieczy imitującej rosę.

## Morfologia
ŁodygaGłąbik, osiągający wysokość 5–15 cm. Wyrasta w okresie kwitnienia rośliny. Jest tylko niewiele wyższy od wyrastających skośnie liści, wyrasta bocznie i jest wygięty łukowato w nasadzie, co jest jego charakterystyczną cechą gatunkową. Ponieważ rosiczka rośnie na torfowiskach, które stale przyrastają, również jej pęd nieustannie rośnie – pod powierzchnią torfu występuje długi pęd z poprzednich lat.
LiścieWyłącznie różyczkowe o blaszce w kształcie wąskiej łopatki, która zbiega klinowato w ogonek liściowy. Przylistki zrastają się z ogonkiem tylko w samej nasadzie liści. Blaszki liści mają 5–10 mm długości i 2–4 razy mniejszą szerokość. Na liściach bardzo duże włoski z gruczołami na trzonkach.
KwiatyNa szczycie pędu kwiatonośnego zebrane w gronopodobny kwiatostan. 6 wolnych płatków korony barwy białej. Słupek jeden z 6–8 szyjkami.
OwocMniej więcej kulista i bruzdkowana torebka zawierająca liczne i bardzo drobne gęsto brodawkowane nasiona o jajowatym kształcie. Roślina wiatrosiewna.

## Biologia i ekologia
Bylina, hemikryptofit, roślina owadożerna. Kwitnie od lipca do sierpnia, jest owadopylna. Siedlisko: torfowiska. Roślina owadożerna przystosowana do życia w siedliskach bardzo ubogich w azot. Na torfowiskach rośnie zwykle przy zamulonych kałużach, na miejscach bardziej piaszczystych. W klasyfikacji zbiorowisk roślinnych gatunek charakterystyczny dla All. Rhynchosporion albae.
Ponieważ żyje w środowisku ubogim w azot (torfowiska), braki azotu w podłożu uzupełnia owadożernością. Wabi swoje ofiary błyszczącymi kroplami słodkiej cieczy, które są wydzielane na szczytach – czułkach porastających powierzchnie liści. Dzięki zawartości barwników antocyjanowych mają one czerwonawy kolor zwiększający ich atrakcyjność. Jako roślina owadożerna działa aktywnie. Ofiara wchodzi na liść i lepka substancja ją unieruchamia. Powoli pułapka się zamyka. Trwa to około 3 godzin. Wydzielany kwas mrówkowy zaczyna rozpuszczać ciało owada. Uwalniają się dzięki temu cząsteczki białka, które pobudzają gruczoły rośliny, dzięki czemu wydziela ona enzymy proteolityczne. Miękkie części ciała ofiary zostają strawione, a powstała z nich ciecz – bogata w substancje odżywcze, ulega wchłonięciu przez roślinę. Po strawieniu ofiary liść otwiera się, a pozostałości zwykle są zdmuchiwane przez wiatr. Ponowne otwarcie następuje po 24 godzinach.

## Zagrożenia i ochrona
Roślina objęta w Polsce ścisłą ochroną gatunkową. Umieszczona na Czerwonej liście roślin i grzybów Polski (2006) w grupie gatunków wymierających, krytycznie zagrożonych (kategoria zagrożenia: E). W wydaniu z 2016 roku otrzymała kategorię EN (zagrożony).

## Zmienność
Tworzy mieszańce z rosiczką długolistną i r. okrągłolistną.